# Chardente Ndoulou
Chardente Saya-Ndoulou (* 15. August 1990 in Zanaga) ist eine kongolesische Fußballnationalspielerin.

## Karriere

### Verein
Ndoulou startete ihre Karriere mit Fleur du Ciel in Pointe-Noire, bevor sie 2003 zum US Mikalou wechselte. In Mikalou, Brazzaville feierte sie 2004 ihr Seniordebüt in der LIFOBRA. Nach vier Jahren in der LIFOBA wechselte sie für ihre Europakarriere nach Belgien zum RFC Luingnois, einem Verein aus Luingne einen Ort an der Grenze zu Frankreich. Nach nur 4 Monaten wechselte sie eben über die Grenze nach Frankreich, zum FC Porto Portugais d’Amiens in die Ligue Interdistrict Picardie. Im Sommer 2009 kehrte sie Amiens den Rücken und unterschrieb in der Division 2 Féminine im Dezember 2009 für Évreux Football Club 27. Nach drei Jahren verließ sie zusammen mit Landsfrau Laure Koléla den Verein und wechselte zum Ligarivalen US Compiègne Club Oise. Nach einem halben Jahr bei USCCO wechselte sie zum Division-1-Klub Arras FCF, wo sie am 3. Februar 2013 gegen Paris Saint-Germain ihr Debüt feierte.

### Nationalmannschaft
Ndoulou repräsentiert seit 2004 ihr Heimatland auf internationaler Ebene und spielt für die Frauennationalelf der Republik Kongo. Sie ist derzeit die Mannschaftskapitänin und Rekordtorschützin, mit 35 Toren in 37 Länderspielen.